# Hemhofen
Hemhofen è un comune tedesco di 5 200 abitanti, situato nel land della Baviera.